# 近鉄7000系電車
近鉄7000系電車（きんてつ7000けいでんしゃ）は、近畿日本鉄道（近鉄）の保有するけいはんな線用一般車両（通勤形電車）。
本稿では解説の便宜上、夢洲・長田側先頭車の車両番号+F（Formation=編成の略）を編成名として記述する（例：ク7101以下6両編成=7101F）。電算記号はHL（0番台）。

## 概要
東大阪線（現・けいはんな線）の開業に向けて製造された車両で、Osaka Metro中央線（2018年3月までは大阪市営地下鉄）に乗り入れるため、集電方式は直流750Vの第三軌条方式となっている。大手私鉄で第三軌条方式を採用した初の車両である。
愛称はスーパー・エレクトロニック・コミューター。
1986年には通商産業省（当時）グッドデザイン商品（当時）に選定、1987年に鉄道友の会のローレル賞を受賞した。鉄道車両がグッドデザイン商品に選定されたのはこれが初めてであった 。
夢洲・長田寄りからク7100(Tc)-モ7200(M)-サ7300(T)-モ7400(M)-モ7500(M)-ク7600(Tc) の6両編成を組成している。将来は8両編成にも対応できる設計としたが、これは実現していない。2019年4月現在、9編成54両が東花園検車区東生駒車庫に配置されている。

## 車両概説

### 車体
全普通鋼製で、車両寸法は大阪市営地下鉄に順じ、車体長は先頭車18,900 mm・中間車18,700 mmと近鉄標準の20,720 mmと比べ2 mほど短いが、車体幅は2,900 mmと近鉄の車両の中でも最も広く（近鉄標準は2,800 mm）、検査回送時に走行する他線区の車両限界を考慮して、側面とTc車前面は腰部から上部までが直線に傾斜しており、裾を1500Rの滑らかな曲線で大きく絞った独特なスタイルをしており、断面上で広幅が最大となっている窓下の位置に座席を配置することで車内空間と立席定員数を確保している。
側窓は製造当初1段下降式を採用し、開口寸法は200 mmとなっている。
正面形状は連結を考慮しない非常用の貫通扉を装備したデザインとされ、塗装はパールホワイトにソーラーオレンジとアクアブルーの帯という他の近鉄一般車と大きく異なったものとなっており、側面帯には「◎KINTETSU」（◎は近鉄社紋）のロゴが入る。このカラーリングは東大阪線時代に開業した各駅の意匠にも使用されている。
大阪線の五位堂検修車庫で検査を受けるため、回送の際には編成を3両ずつに分割、集電靴とドアステップ（靴摺り）が取り外され、自走できないため死重を載せた電動貨車 モト77・78に挟まれるかたちで牽引される。
なお、連結器は大阪市交通局型の密着連結器を両Tc車前面と検査回送時に分割するサ7300形とモ7400形の間にそれぞれ装備しているほか、モ7200形とサ7300形の間が近鉄タイプの密着連結器、その他は近鉄タイプの半永久連結器となっている。

### 車内
客室は、座席はオレンジ色のモケット張りロングシートとし、袖仕切りには濃い茶色のレザー柄、床はブラウン系の敷物を敷いている。内装化粧板はメラミン樹脂積層アルミ板とし、天井は白色、側面は淡いベージュ色としている。天井は平天井としており、照明機器の灯具は安全性とハイグレード感を出すためにグローブ付きとした。
運転台は、横軸デスク型のツーハンドル式とし、左側にデッドマン機構を備えた力行・抑速制御用のマスター・コントローラー、右側にブレーキハンドルを備え、それぞれ逆L字形としているほか、勾配での発進時に使用する勾配起動スイッチを設けている。主要機器の異常などを知らせるためのLED式のモニター表示器を設置している。

### 主要機器
制御装置は、1C2M1群のGTO素子VVVFインバータ制御が採用され、1両に2台（編成内に6台）搭載する。GTO素子の耐圧は2500 V・2000 Aで、それぞれのインバータ装置にゲート論理部を持ち、台車単位で制御する方式となっている。このため、故障時には運転台から操作すれば故障した装置のみを開放できる。勾配区間での抑速ブレーキにも対応している。
制御装置のメーカーは、末尾が奇数の編成は三菱電機製、偶数の編成は日立製作所製のものを編成ごとに分けて搭載した。ただし東大阪生駒電鉄時代に導入した先行導入編成のモ7502・モ7503には三菱電機製の SIV-V564-M-3 と -4 とがセットで各車に搭載された。その他編成の制御装置は、奇数編成の電動車には三菱電機製 MAP-144-75V03A・03B がセットで搭載され（2基合わせて「MAP-144-75V03」と呼称する）、偶数編成の同じ電動車には日立製作所製 VF-HR-104A・-104B が同じくセットで搭載された（2基合わせて「VF-HR-104」と呼称する）。なお9番目に落成した編成には日立製作所製の制御装置が搭載されたため、車両番号の末尾は -10 と偶数にされ、電算記号も HL10 とされた。したがって車両番号・電算機号の末尾が 09 となる車両・編成は欠番である。
| 取付側                                                                               | 奇数編成                                      | 奇数編成                     | 奇数編成                      | 偶数編成                 | 偶数編成                                   |
| 取付側                                                                               | モ7503搭載試作機器 （東大阪生駒電鉄導入車両） | 多数未更新機器               | 更新機器                      | 未更新機器               | 更新機器                                   |
| ------------------------------------------------------------------------------------ | --------------------------------------------- | ---------------------------- | ----------------------------- | ------------------------ | ------------------------------------------ |
| 北側                                                                                 | SIV-V564-M-3 1C2M1群 × 1台                    | MAP-144-75V03A 1C2M1群 × 1台 | MAP-142-75VD339 1C2M1群 × 1台 | VF-HR-104A 1C2M1群 × 1台 | VFI-HR2415J 両側のうちの片側 1C2M2群 × 1台 |
| 南側                                                                                 | SIV-V564-M-4 1C2M1群 × 1台                    | MAP-144-75V03B 1C2M1群 × 1台 | MAP-142-75VD339 1C2M1群 × 1台 | VF-HR-104B 1C2M1群 × 1台 | VFI-HR2415J 両側のうちの片側 1C2M2群 × 1台 |
| 背景色が赤の装置は MAP-144-75V03 の構成部分、背景色が緑の装置は VF-HR-104 の構成部分 |                                               |                              |                               |                          |                                            |

主電動機は、三菱電機製かご形三相誘導電動機を採用して電動車1両に4基搭載、モーター出力は140 kWである。
制動装置は回生ブレーキ連動の全電気指令電磁直通ブレーキ（日本エヤーブレーキ製 HRDA）を採用した。T車遅れ込め機能付きとし非常制動回路は間接制御方式でフェイルセーフ化を図っている。
台車は近畿車輛製KD-92形（筒形ゴムブッシュ軸箱案内方式）を採用し、ホイールベース間隔は2,100 mm。集電装置はTC-19形を採用し、M車とTc車夢洲側の台車に設置されている。
Tc車に空気圧縮機と補助電源装置として120 kVAのブラシレス電動発電機 (MG) を装備している。なお、MGの付属装備としてデッドセクションなどで出力を喪失した場合、冷房装置などの負荷を切り離し、他方から供給をする受給電装置を設けている。
冷房装置は、車両限界の制約から薄型とし、両端屋根に設けた三菱電機製ユニットクーラーCU-78形（冷房能力 20,000 kcal/h × 2）からダクトを通して冷風吹出口とラインフローファン（三菱電機「ラインデリア」）を併用して送風する。乗務員室の冷房操作盤には先頭車の温度・湿度をデジタル表示し、きめ細やかな冷房操作が可能になっている。
車内放送装置には近鉄のワンマン運転に対応していない車両では初めて自動放送装置が搭載された。初期はテープ放送で、放送する地点を予めセットしておき、速度と戸閉信号で距離を換算して放送開始点を検出し、テープを回すシステムであった。戸閉警告放送はIC音声合成としている。

## 改造
2006年3月27日のけいはんな線の開業に合わせて、2004年に増備用として7020系が登場したことから、サービスレベルを合わせるため、本系列も2004年から2006年にかけて車体更新が行われ、天井および妻面の窓構造以外の各部仕様が7020系とほぼ同一に更新された。

### 外装
- 行先表示器のLED化（側面にも新設）
  - 2019年から7105F - 7107Fにおいて3色LEDからフルカラーLEDへの交換を実施[15]
- 車体側面の社名ロゴを7020系と同一のデザイン（CIロゴ）に変更[3]
- 車番を7020系と同じ書体（Helvetica）に変更
- 前面貫通扉部分のワイパー新設
- フロントガラス部分のワイパー交換
- 側窓を一段下降窓から7020系同様の上下分割式（上部内折れ窓）に交換[16]

### 車内
- 内装材を7020系に準じたデザインに交換[3]
- 座席モケットを本系列独自のデザインに交換（座席のバケットシート化は行われていない）
- バリアフリー対応改造
  - 乗降扉上部にLED式車内案内表示器を千鳥配置で設置
  - Osaka Metro仕様のドアチャイムの設置

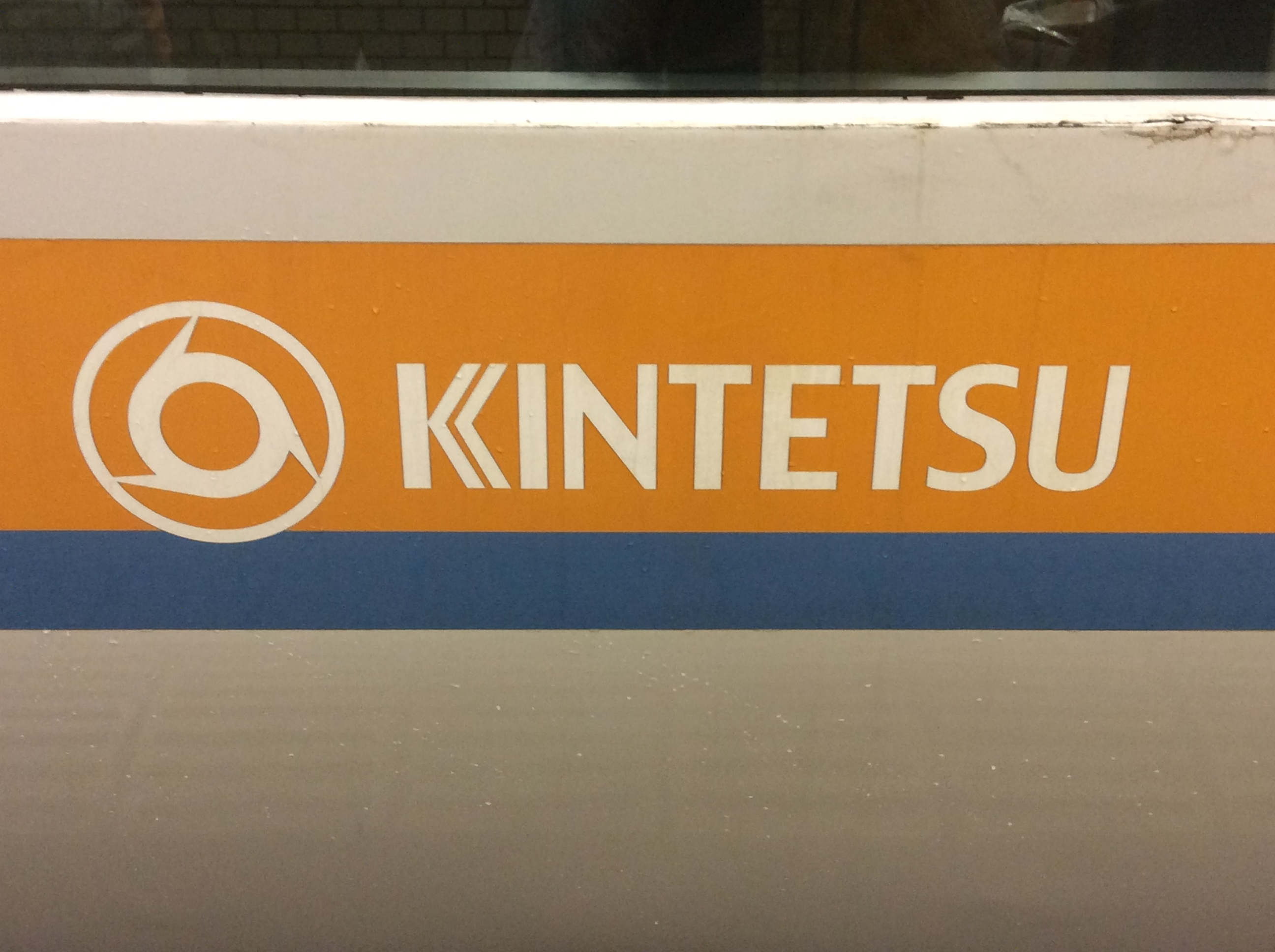
側面の社紋とCIロゴ（更新後）
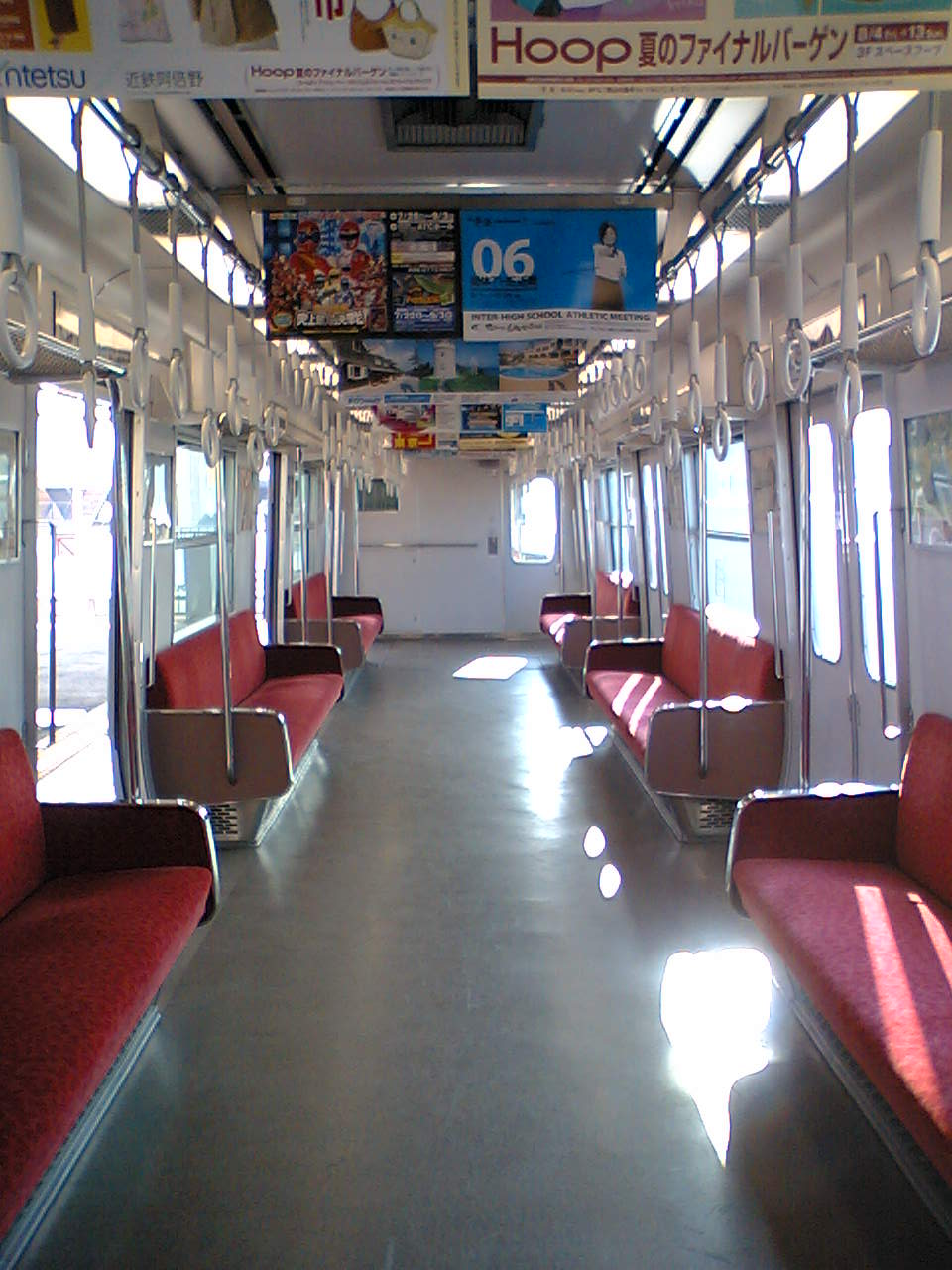
7000系の車内（学研奈良登美ヶ丘駅にて）
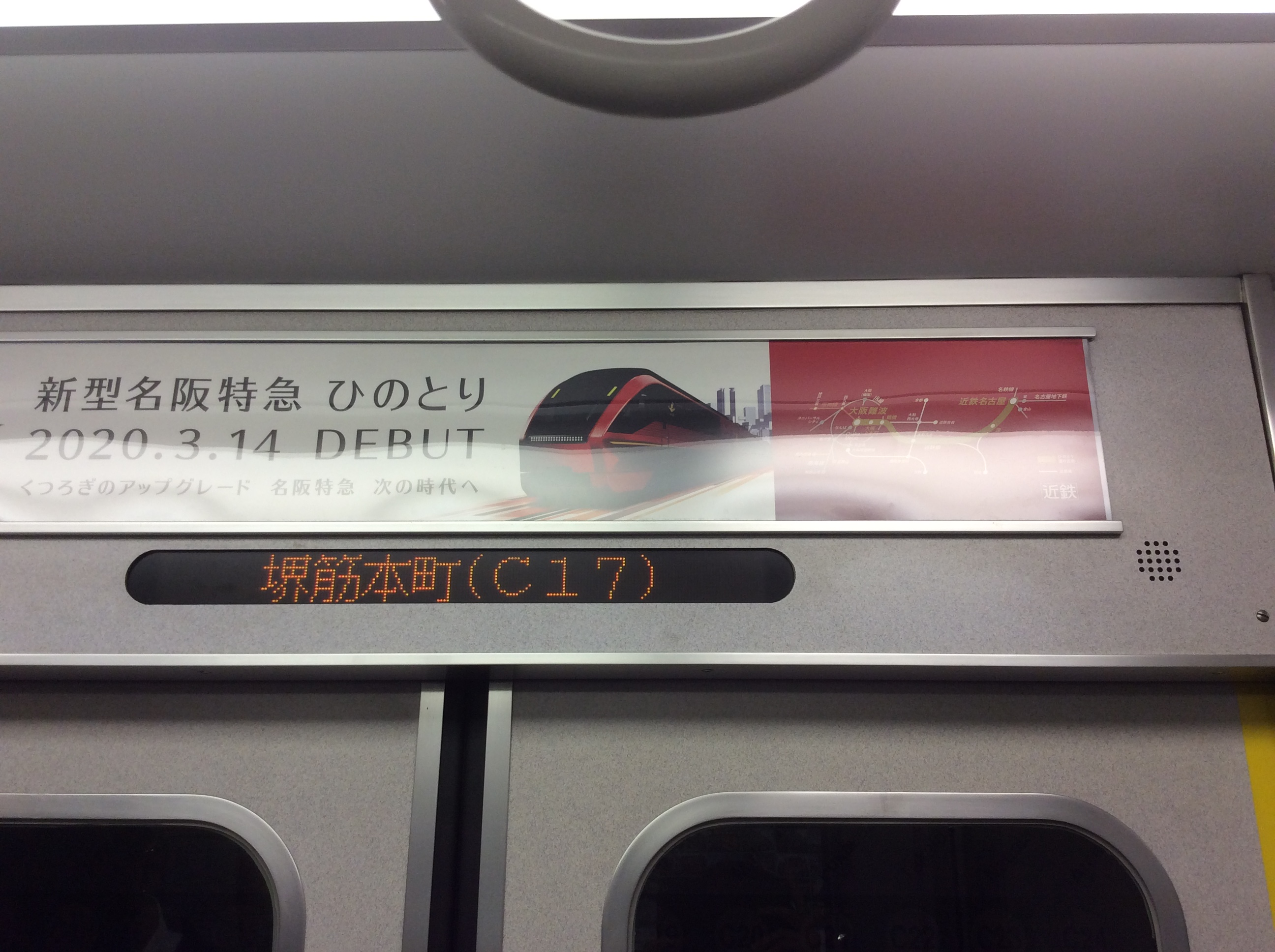
LED式車内案内表示器

### 主要機器
主要機器は更新前をそのまま使用しているが、最高速度向上に伴う制御装置の一部部品交換やワンマン対応工事も行われた。
2023年6月時点、7106Fの一部、7107F、7108Fにおいて制御装置の換装が行われている。
また2022年より主幹制御器をワンハンドルマスターコントローラーに交換する工事が開始された（近鉄でのワンハンドルマスコンの採用はこれが初である）。

## 現況

### 試作車

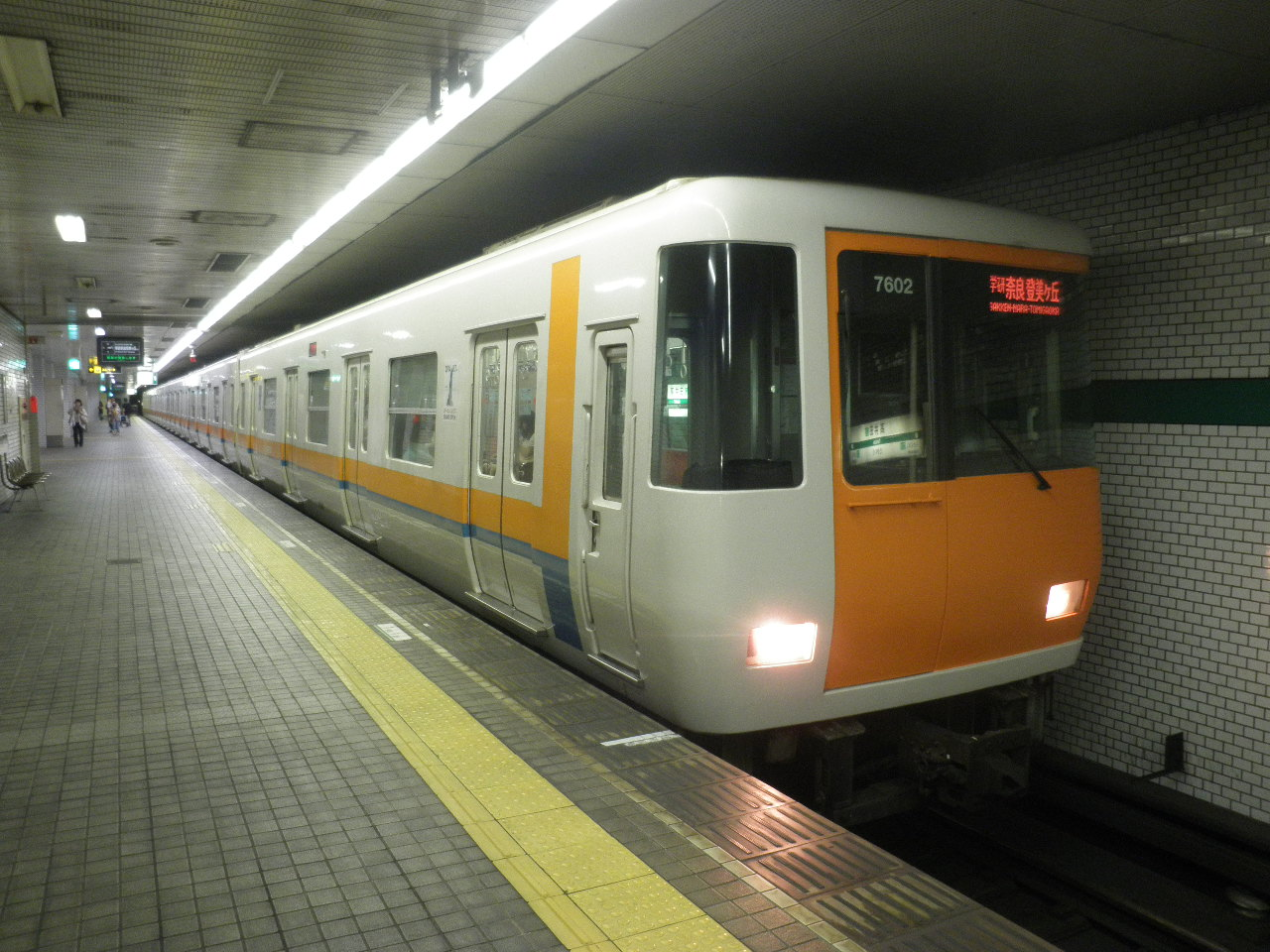
乗務員扉の高さが低い先行試作車の7602

1984年7月にク7103-モ7503-モ7502-ク7602の4両が東大阪生駒電鉄の車両として先行試作され、完成部分の路線にて走行試験を行った。この先行試作車両は他車と比べて乗務員扉の高さが少し低いのが特徴とされている。試作車がこの番号となったのは、開通式をトップナンバー編成で行うこと、後述の通り2メーカーある制御装置各々の性能試験を行うためであった。
1986年の東大阪線開業時にこの4両は近鉄に編入され、また中間車を近鉄で新造した車両と差換えた上で、後述の量産車と共に6両編成を組成した。

### 量産車
1986年の東大阪線開業に合わせて製造され、先述の試作車のうち、モ7502とモ7503をそれぞれ第2編成と第3編成に組み込み、その代替となる中間車2両（モ7401とモ7501）を含めて、6両編成8本48両（7101F - 7108F）が用意された。この時、側面の帯部分に、先述のKINTETSUロゴが追加された。
1989年に7110Fが増備されたが、制御装置は日立製のため、三菱製に割り当てる奇数番号の編成を飛ばしたことにより、第9編成は欠番とされた。なお、7101F - 7105Fが軌道線、7106F - 7108F・7110Fが鉄道線所属とされている。

## ラッピング車両
以下の2編成が行われていた（現在はともに広告契約終了）。
- 7104F：南都銀行
- 7105F：大阪経済法科大学

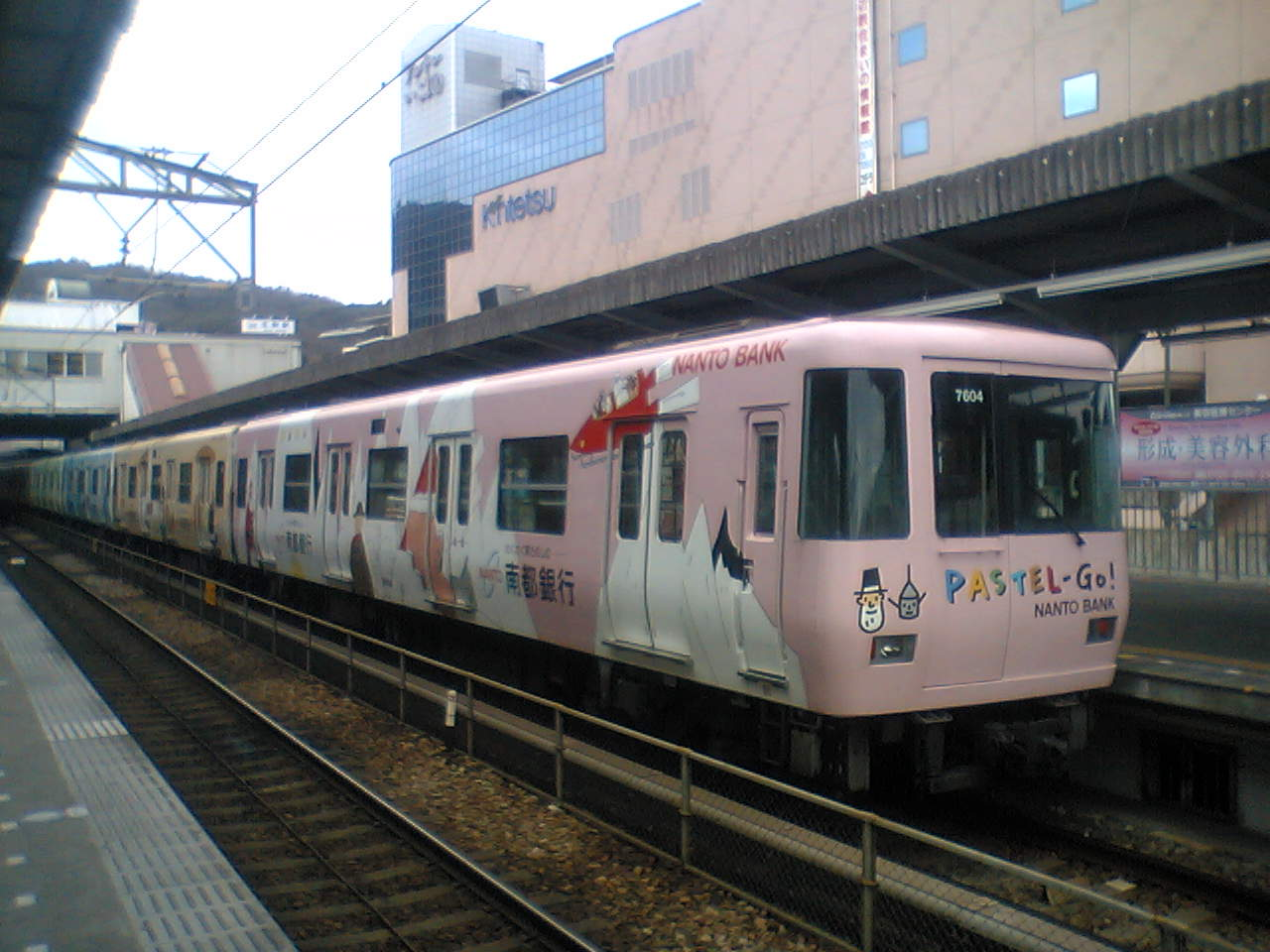
アートライナー 7104F （生駒駅にて）
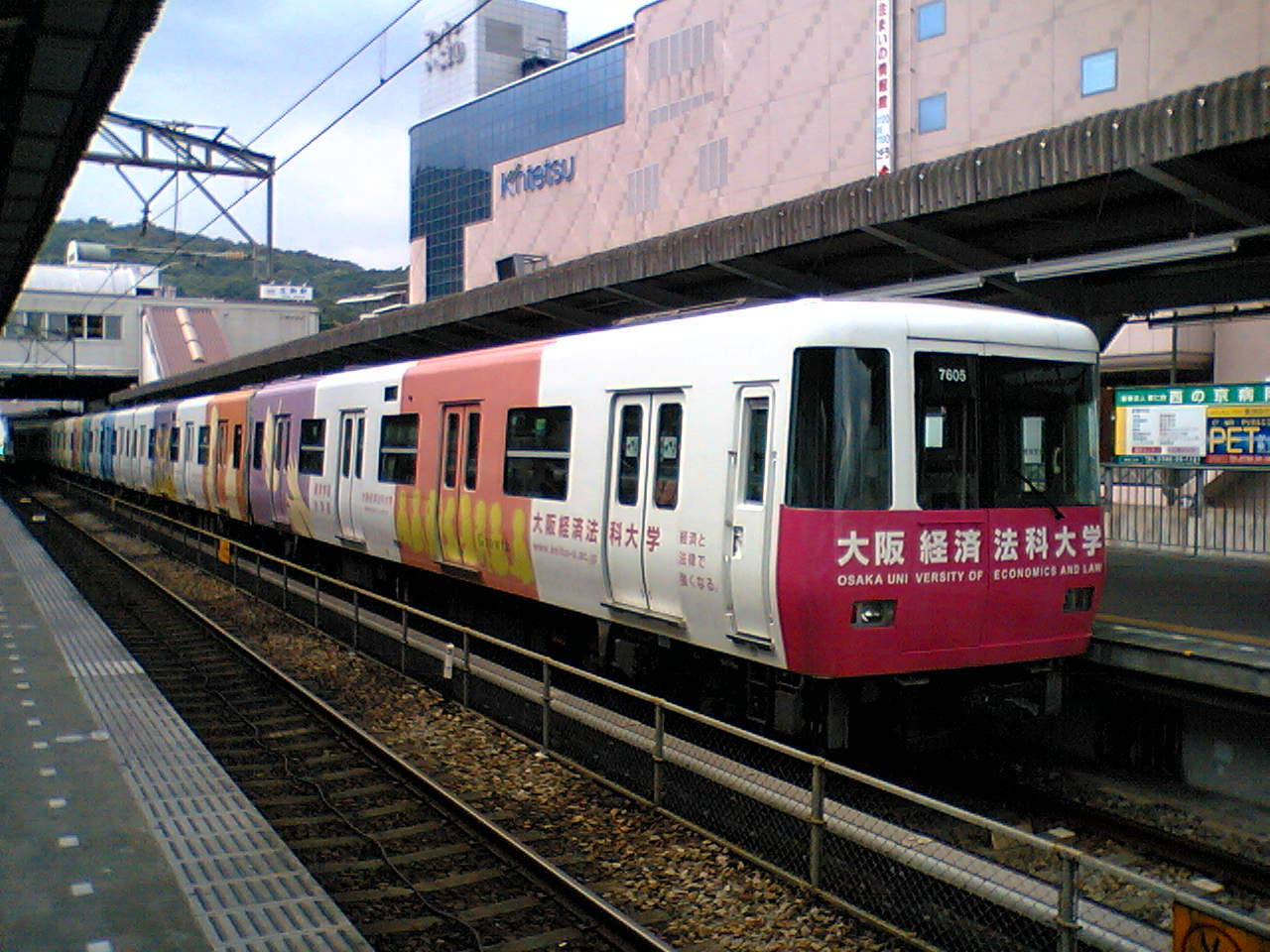
アートライナー 7105F （生駒駅にて）